# Herwig Hofer
Herwig Hofer (* 24. September 1940 in Sankt Veit an der Glan, Kärnten; † 9. Oktober 2013 in Klagenfurt, Kärnten) war ein österreichischer Politiker (ÖVP).

## Leben
Nach Besuch der Volksschule und eines Realgymnasiums in Klagenfurt am Wörthersee studierte Herwig Hofer Rechtswissenschaften an der Universität Graz. 1965 promovierte er.
Nach seinem Präsenzdienst und einem Jahr Gerichtspraxis wurde Hofer Ende 1966 Fachgruppensekretär in der Kärntner Wirtschaftskammer. Nach Zwischenstationen – unter anderem war er von 1985 bis 1988 Bezirksstellensekretär für den Bezirk Klagenfurt-Land – leitete er von 1988 bis 1996 die verkehrspolitische Abteilung in der Wirtschaftskammer für Kärnten.
Herwig Hofers politischer Werdegang begann 1973, als er als Wirtschaftsstadtrat in die Stadtregierung von St. Veit an der Glan einzog. Im Juni 1979 wurde Hofer in Wien als Mitglied des Bundesrats vereidigt, dem er jedoch nur vier Monate, bis Oktober 1979, angehören sollte. Danach ging er zurück nach St. Veit, wo er als einfaches Gemeinderatsmitglied angelobt wurde. Er war es danach bis 1985.
Ebenfalls 1979 zog Hofer als VP-Abgeordneter in den Kärntner Landtag ein. Er war 17 Jahre lang, bis 1996, Landtagsabgeordneter; von 1994 bis 1995 fungierte er als Klubobmann (Fraktionsvorsitzender) seiner Partei.
Innerhalb seiner Partei fungierte Hofer von 1984 bis 1995 als Bezirksparteivorsitzender für den Bezirk Sankt Veit an der Glan.